# Filippo Baldinucci
Filippo Baldinucci (Florencia, 3 de junio de 1625 - 1 de enero de 1697), fue uno de los más significativos biógrafos e historiadores del arte del período barroco.

## Biografía
Apoyado por los Médici, aspiró a convertirse en un nuevo Vasari, renovando y expandiendo sus biografías , e incluyendo artículos sobre artistas franceses y flamencos omitidos por aquel. Su obra más importante fue un diccionario biográfico de artistas titulado Notizie de' professori del disegno da Cimabue in qua, cuya publicación comenzó en 1681 y continuó luego de su muerte. Su esencial biografía de Gian Lorenzo Bernini se publicó en 1682.
Baldinucci provenía de una notoria y rica familia de mercaderes florentinos. Además de escribir, dibujaba retratos a carboncillo y modelaba en arcilla: muchos de sus diestros y vívidos retratos se encuentran en la colección de la Galería Uffizi